# Westenschouwen

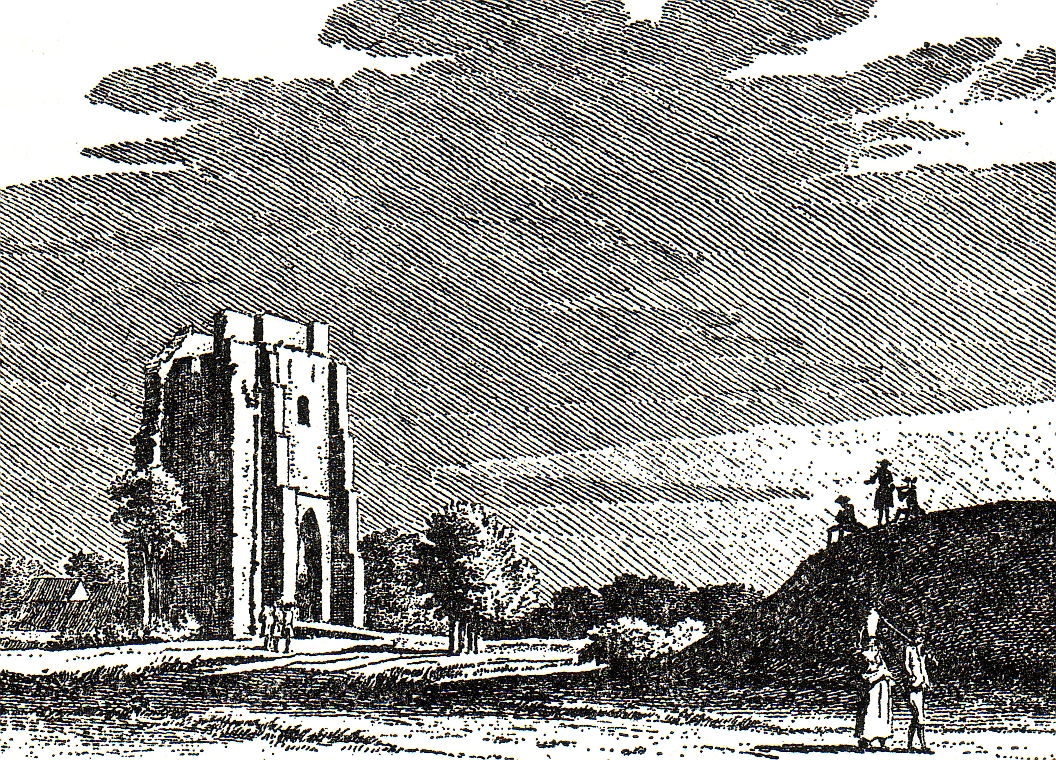
Die Ruine der Kirche zu Westenschouwen 1743

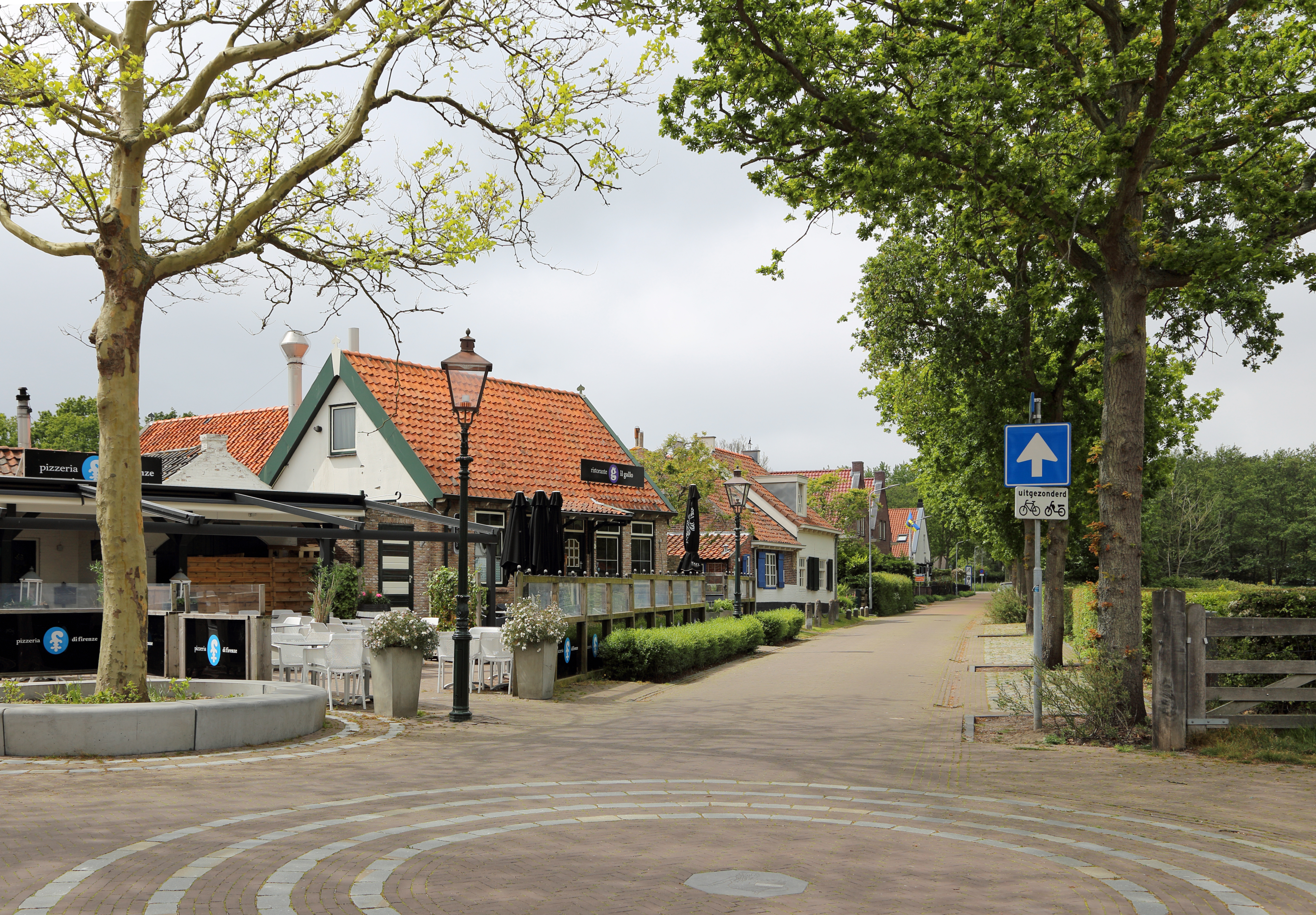
Westenschouwen heute

Westenschouwen ist ein Dorf, das heute zur Gemeinde Schouwen-Duiveland gehört und am südwestlichen Rand der gleichnamigen Insel in der niederländischen Provinz Zeeland liegt. Es ist auch der Name des in den umgebenden Dünen gelegenen Naturschutzgebietes.
Westenschouwen war bis 1816 eine eigenständige Gemeinde. In diesem Jahr ging diese in der Gemeinde Burgh auf.
Die Ortschaft war ein Fischerdorf, dessen Hafen im 16. Jahrhundert versandete. Als Folge verließen die Fischer den Ort. Die gotische Pfarrkirche verfiel zur Ruine. Eine Abbildung aus dem Jahr 1743 zeigt nur noch den Kirchturm als Ruine. Er wurde 1845 abgerissen.
1961 wurde durch die Vereinigung der fünf Gemeinden Burgh, Haamstede, Noordwelle, Renesse und Serooskerke eine neue Gemeinde gebildet. Sie erhielt den Namen Westerschouwen (nicht Westenschouwen).
Im Jahr 1997 ging Westerschouwen in der Gemeinde Schouwen-Duiveland auf.